# Gunnora
Gunnora (* um 936; † 1031) war die Geliebte, vielleicht auch Ehefrau von Richard I., Herzog der Normandie (933–996) aus dem Haus der Rolloniden.

## Biografie
Einem Bericht Robert von Torignis folgend heiratete Gunnora den Herzog Richard lediglich nach dänischem Recht (More danico), nicht aber nach dem christlichen Ritus. Die Ehe scheint aber um 980/990 auch im christlichen Sinne legalisiert worden zu sein.
Unter den Ehefrauen der Herzöge ist sie eine der wenigen, die eine wesentliche Rolle spielten. Nach einer umstrittenen These von Eleanor Searle stammt Gunnora aus einer jener skandinavischen Familien, die sich erst zur Zeit Richards in der östlichen Normandie niedergelassen hatten, und die Ehe markierte daher ein Bündnis zwischen den mittlerweile eingesessenen Normannen und den Neuankömmlingen (siehe FitzOsbern), deren Aufstieg sie nach Kräften förderte. Jedoch ist nicht sicher, dass Gunnora tatsächlich aus der östlichen Normandie kam. Nach dem Tod Richards 996 scheint Gunnora die faktische Regentschaft über das Herzogtum ausgeübt zu haben.
Der Geschichtsschreiber Dudo von Saint-Quentin gibt an, viele seiner Informationen, die er in seinem Werk De Gestis Normannaie ducum mitteilt, direkt von Gunnora bekommen zu haben.

## Nachkommen
Gunnora ist die Mutter der meisten Kinder Richards:
1. Gottfried von Brionne († wohl 1015), nach 996 Graf von Eu
2. Richard II. († 28. August 1026), um 1015 Duc de Normandie; ⚭ I. 1000 Judith von Rennes (* 982; † 16. Juni 1017), Tochter des Grafen Conan I. (Haus Rennes); ⚭ II. 1017 Astrid († 9. Mai ?), Tochter des Sven Gabelbart, König von Dänemark, König von England und König von Norwegen, sie heiratete in zweiter Ehe Ulf Jarl, Earl in England, Reichsverweser von Dänemark († ermordet 1026); ⚭ III. Poppa
3. Robert († 1037), Graf von Évreux, 989 Erzbischof von Rouen
4. Wilhelm (Guillaume), Graf von Hiémois und Eu; ⚭ Lesceline
5. Mauger, Graf von Corbeil iure uxoris; ⚭ Germaine de Corbeil, Tochter des Grafen Albert
6. Emma (* 985; † 6. März 1052); ⚭ I. um 1002 Æthelred II. († 23. April 1016), 979/1013 und 1014/1016 König von England; ⚭ II. Juli 1017 Knut der Große († 12. November 1035), 1016 König von England, 1017 König von Dänemark, 1030 König von Norwegen
7. Beatrix († 18. Januar 1035); ⚭ Ebles Vicomte de Turenne (Haus Comborn)
8. Hawise († 21. Februar 1034); ⚭ 996 Gottfried I. Herzog von Bretagne († 20. November 1008) (Haus Rennes)
9. Mathilde († wohl 1005); ⚭ 1003/04 Odo II. Graf von Blois († 15. November 1037) (Haus Blois)